# 동아회
동성회는 일본 도쿄에 기반을 둔 야쿠자 조직으로, 재일 한국인들로 운영되고 있다.
현재 동성회(일본어: 東声会 도세이카이[*])라는 이름으로 활동하고 있으며, 2022년 시점에서 구성원수는 20여명으로 추정되고 있다.